# Стурдза, Ионицэ Санду
Иоан Стурдза (Иоан Санду Стурдза, молд. Сандꙋл Стꙋрдза, Ионицэ Санду Стурдза; 1761—1842) — господарь Молдавского княжества с 21 июня 1822 года по 5 мая 1828 года.
Первый молдавский господарь после периода турецкой оккупации и правления фанариотов.

## Биография
Иоан Стурдза родился в Яссах, представитель боярского рода Стурдза. В 1821 году румынские княжества были оккупированы Османской империей, на чём закончилось правление фанариотских господарей. 21 июня 1822 года в Порту были представлены пять румынских кандидатур на пост господаря, и в результате господарем был назначен Иоан Стурдза. Одновременно господарем Валахии по аналогичной схеме был назначен Григорий IV Гика. Предполагалось, что господари Молдавии и Валахии будут вассалами Османской империи. План был одобрен правительствами России, Австрии и Пруссии, сильнейших на тот момент европейских держав.

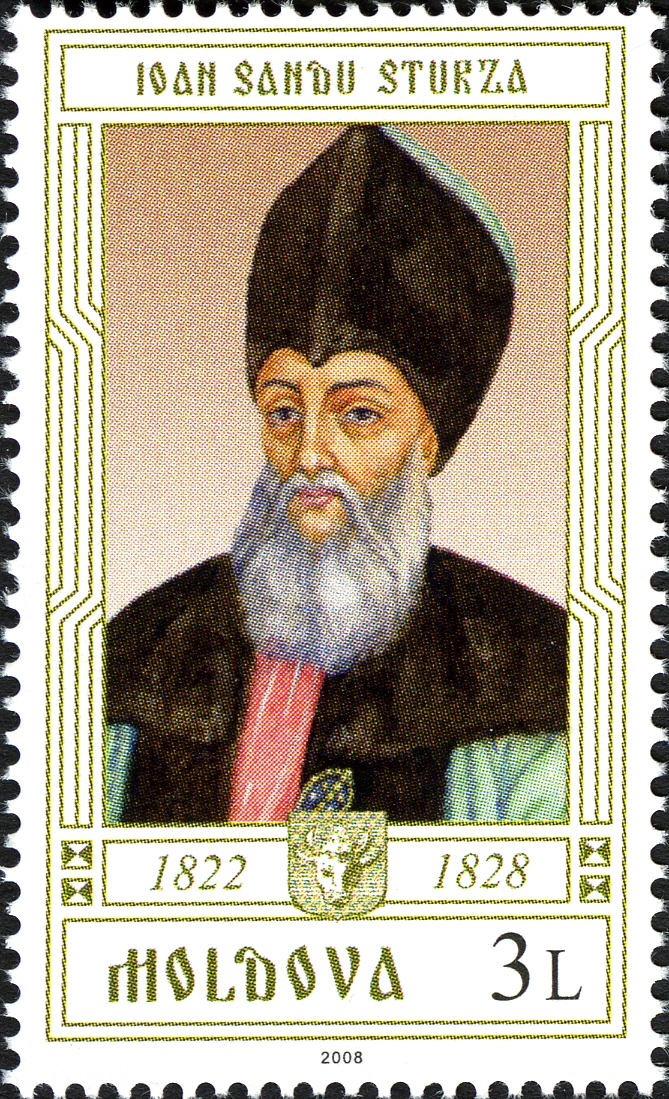
Почтовая марка Молдовы, 2008 год

Главными проблемами, которые вынужден был решать новый господарь Молдавского княжества, были экономические трудности, а также оппозиция со стороны ориентированных на Россию бояр, покинувших княжество во время османского вторжения. В начале своего правления Иоан Стурдза предпринял ряд административных мер, нормализовав бюджеты городов и проведя назначения чиновников, а также реорганизовал министерство иностранных дел и министерство юстиции и упразднил ряд ограничений, связанных со свободой вероисповедания. При Иоане Стурдза было также окончательно отменено крепостное право.
В октябре 1826 года была подписана Аккерманская конвенция, согласно которой Молдавия и Валахия получали автономию, а их господари должны были назначаться из местных бояр при согласии России. Политические противники Иоана Стурдза вернулись в Молдову, а его власть существенно ослабла.
В 1827 году османский султан объявил об аннулировании Аккерманской конвенции, что вызвало войну России и Турции. В апреле 1828 года российские войска были введены в Молдову и 7 мая 1828 года Иоан Стурдза был отстранён от должности господаря.
В качестве компенсации султан Махмуд II создал вассальное княжество на острове Самос и назначил Иоана князем Самоса. В этой должности он известен под греческим именем Иоаннис Александрос Стурдза.
В 1833 году он передал княжество Штефану Вогориде и переселился в Париж, где и умер в 1842 году.